# スピーク・ロウ
「スピーク・ロウ」（英語: Speak Low）（ 1943年）は、クルト・ヴァイル作曲のポピュラーソングで、歌詞はオグデン・ナッシュが担当した。

## 背景
ブロードウェイミュージカル「ヴィーナスの接吻」 （1943年）中のヒット・ナンバーでメアリー・マーティンとケニー・ベイカーによって創唱された。 1944年のヒットシングルはガイ・ロンバードと彼のオーケストラによるもので、ボーカルはビリー・リーチ。女優のエヴァ・ガードナー（アイリーン・ウィルソン吹き替え）とディック・ヘイムズが、映画版の『ヴィーナスの接吻』 （1948年）で歌った。
ビリー・ホリデイやトニー・ベネットらがレコーディングし、ジャズの楽曲のスタンダードとして定着。ビル・エヴァンスらもレコーディングし、ウォルター・ビショップ・ジュニアは、この曲が表題曲となっているアルバムを1961年に発表。このアルバムは彼の代表作の一つとしても知られている。

## バーブラ・ストライサンドのバージョン
1993年、アメリカの歌手バーブラ・ストライサンドは、アルバム「バック・トゥ・ブロードウェイ」からシングルカットした「スピーク・ロウ」をリリースした。

## ドラマ
- 主演：柄本時生・主題歌「スピークロウ」
- スピーク・ロー（2023年12月26日）白鳥玉季
- 10分版（1）（2024年3月17日）
- 10分版（2）（2024年3月26日）
- 10分版（3）（2024年3月30日）（脚本：今野恭成）白鳥玉季、湯田幸希、ギュナイ滝美、占部房子、浜野謙太
- 5分版（1）（2025年3月22日）
- 5分版（2）（2025年3月29日）（脚本：向田邦彦）松永有紗、加賀翔（かが屋）、写真撮影 -斎藤弥里
- スピーク・ロー2（2025年3月25日）22:45 - 23:15 Eテレ
  - 第1話 「アイちゃんのゆくえ」（脚本：今野恭成）片桐はいり、ニシダ（ ラランド）、後藤龍馬、外波山文明
  - 第2話 「フリマの、コイ」（脚本：向田邦彦）森田想、酒井健太（アルコ&ピース）、KAZMA（しずる）
  - 第3話 「ピアノの2分法」（脚本：今野恭成）松井咲子、パーマ大佐、生田志守葉、戸田恵子、齋藤翔真